# Кенан Пирич
Кенан Пирич (босн. Kenan Pirić, нар. 7 липня 1994, Тузла) — боснійський футболіст, воротар кіпрського клубу АЕК (Ларнака) та національної збірної Боснії і Герцеговини.

## Клубна кар'єра
Народився 7 липня 1994 року в місті Тузла. Вихованець юнацької команди «Слобода» з рідного міста, яку він покинув у червні 2012 року, щоб приєднатися до «Градини». У складі цієї команди Кенан дебютував у Прем'єр-лізі Боснії в грі проти «Вележа» 25 серпня того ж року у віці 18 років. Загалом за сезон взяв участь у 16 матчах чемпіонату.
2 вересня 2013 року Пирич підписав контракт з бельгійським «Гентом», але був лише четвертим воротарем клубу і за сезон 2013/14 не зіграв жодного матчу, після чого повернувся а батьківщину і грав у складі команд «Слобода» (Тузла) та «Зріньскі», вигравши з другою двічі поспіль чемпіонат Боснії і Герцеговини.
Своєю грою за останню команду привернув увагу представників тренерського штабу клубу «Марибор», до складу якого приєднався влітку 2018 року у статусі вільного агенту. Відіграв за команду з Марибора наступні три сезони своєї ігрової кар'єри і у сезоні 2018/19 його команда посіла перше місце в турнірній таблиці, вигравши чемпіонат Словенії.
У липні 2021 року Піріч підписав дворічну угоду з грецькою командою «Атромітос», але вже наприкінці грудня він розірвав контракт з клубом через борги по зарплаті.
У січні 2022 року Піріч перейшов до турецького «Гезтепе», уклавши контракт до червня 2023 року. 3 квітня він дебютував за клуб у грі проти «Коньяспора», втім основним воротарем так і не став.
У червні 2022 року приєднався до кіпрської команди АЕК (Ларнака), підписавши дворічний контракт.

## Виступи за збірні
Протягом 2013—2016 років залучався до складу молодіжної збірної Боснії і Герцеговини. На молодіжному рівні зіграв у 12 офіційних матчах, пропустив 17 голів.
31 січня 2018 року дебютував в офіційних матчах у складі національної збірної Боснії і Герцеговини в товариській грі проти Мексики (0:1), вийшовши у перерві замість Ібрагіма Шехича.
| Дата       | Місто         | Господарі            | Результат | Гості                | Турнір                               | Голи | Примітки |
| ---------- | ------------- | -------------------- | --------- | -------------------- | ------------------------------------ | ---- | -------- |
| 31-1-2018  | Сан-Антоніо   | Мексика              | 1 – 0     | Боснія і Герцеговина | товариський матч                     | -1   | 46'      |
| 18-11-2019 | Вадуц         | Ліхтенштейн          | 0 – 3     | Боснія і Герцеговина | Відбір до ЧЄ 2020                    | -    |          |
| 12-11-2020 | Сараєво       | Боснія і Герцеговина | 0 – 2     | Іран                 | товариський матч                     | -2   | 29'      |
| 18-11-2020 | Сараєво       | Боснія і Герцеговина | 0 – 2     | Італія               | Ліга націй УЄФА 2020-2021 - 1-й етап | -2   |          |
| 27-3-2021  | Зениця        | Боснія і Герцеговина | 0 – 0     | Коста-Рика           | товариський матч                     | -    | 58'      |
| 6-6-2021   | Брондбювестер | Данія                | 2 – 0     | Боснія і Герцеговина | товариський матч                     | -    | 78'      |
| Усього     |               | Матчів               | 6         |                      | Голів                                | -5   |          |